# Piburger See
Der Piburger See, in älteren Quellen auch Pipurger See, ist ein Bergsee in den Ötztaler Alpen in Tirol, der eine Fläche von 14 ha und eine maximale Tiefe von 25 m aufweist. Aufgrund seiner reizvollen landschaftlichen Lage und der relativ hohen Wassertemperaturen ist er als Ausflugsziel und Badesee beliebt. Er ist als Naturdenkmal und Teil eines Landschaftsschutzgebietes ein Lebensraum für viele geschützte Tier- und Pflanzenarten.

## Geographie
Der Piburger See liegt auf 913 m Höhe südlich des Ortes Oetz in der Nähe des Weilers Piburg, von dem der See seinen Namen hat. Vom 100 m tiefer gelegenen Ötztal ist er durch einen bewaldeten Höhenrücken getrennt. Der See ist weitgehend von Wald umgeben. Die Ufer fallen meist steil ab, flachere Bereiche finden sich nur am Ost- und am Westende des Sees.
Der einzige oberirdische Zufluss ist der Piburger Bach, der am Westufer einmündet und eine Schüttung von 6 bis 22 l/s aufweist. Fast 40 % der Wassermenge fließen unterirdisch zu.
Der See entwässert am nordwestlichen Ende über den Piburger Seebach, der nach einem knappen Kilometer in die Ötztaler Ache mündet.

## Entstehung
Die Mulde des Piburger Sees war ursprünglich eine Talfurche parallel zum Ötztal. Nach der letzten Eiszeit versperrte ein Bergsturz diese an ihrem südöstlichen Ende. Dadurch wurde einerseits der See aufgestaut und andererseits die Ötztaler Ache verlegt. Der Fluss grub sich ein neues Bett durch die Gesteinsmassen, die heutigen Achstürze, eine Stromschnellenstrecke zwischen Habichen und Oetz.

## Geschichte

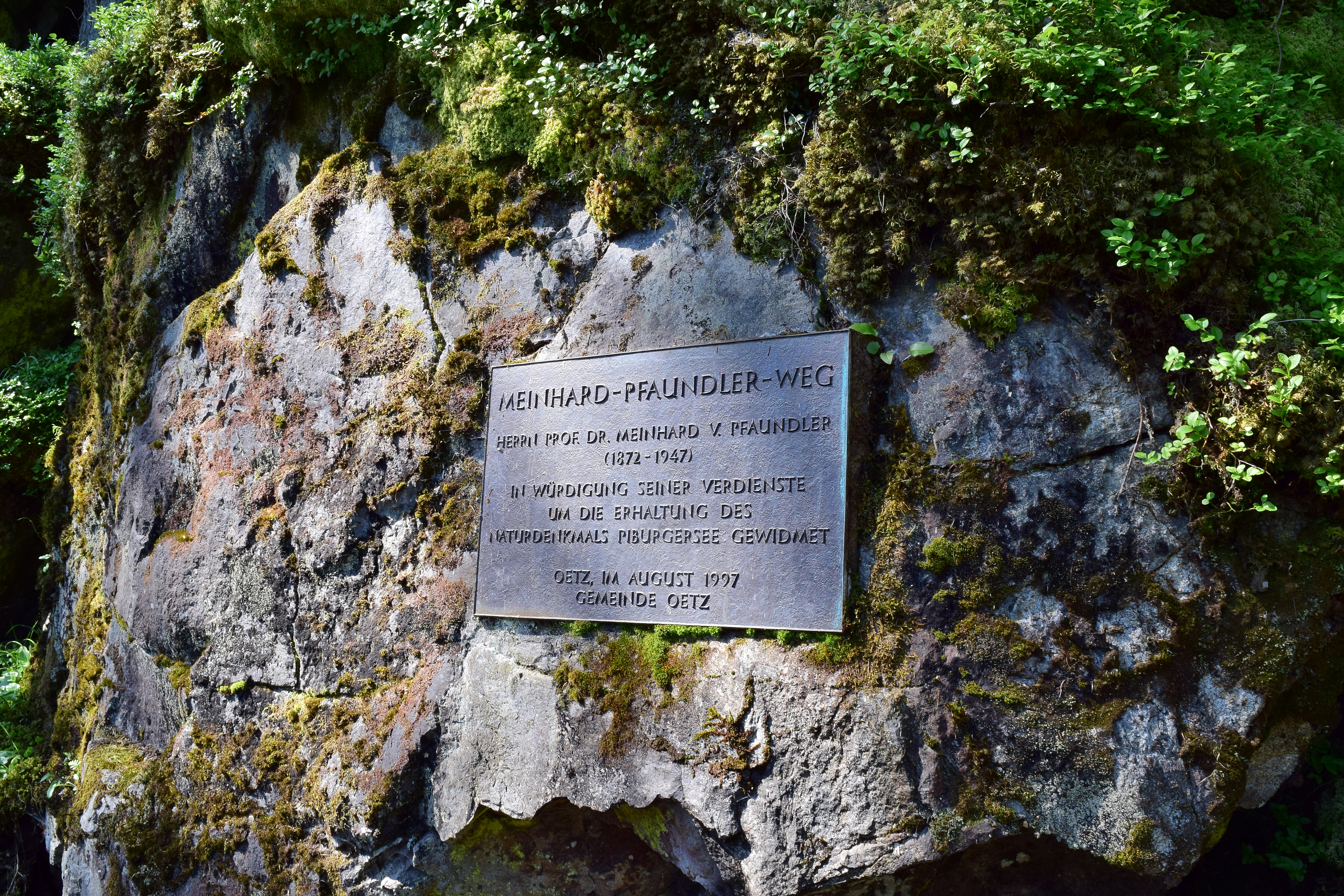
Würdigung von Meinhard von Pfaundler

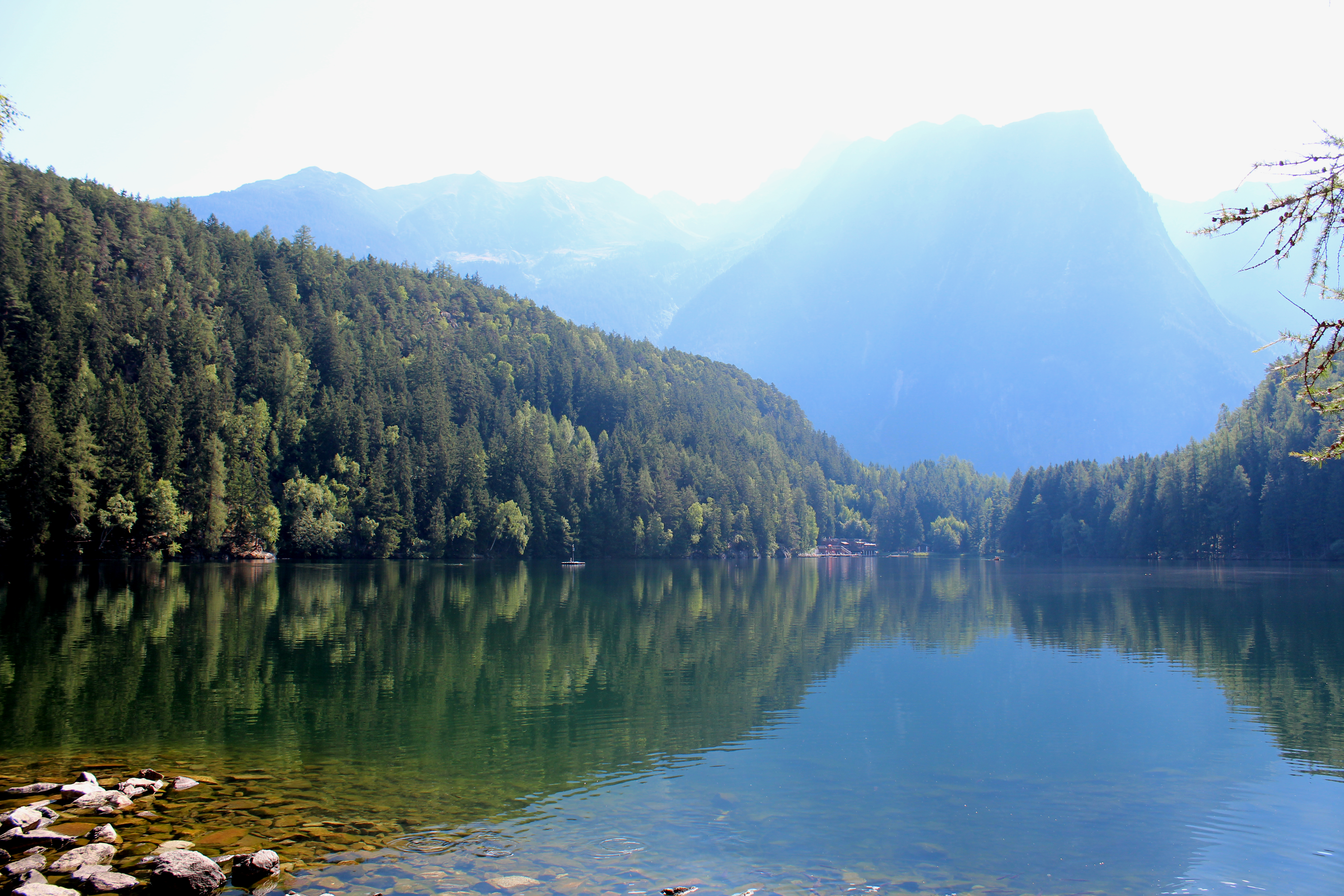
Der Piburger See von Westen mit dem Acherkogel

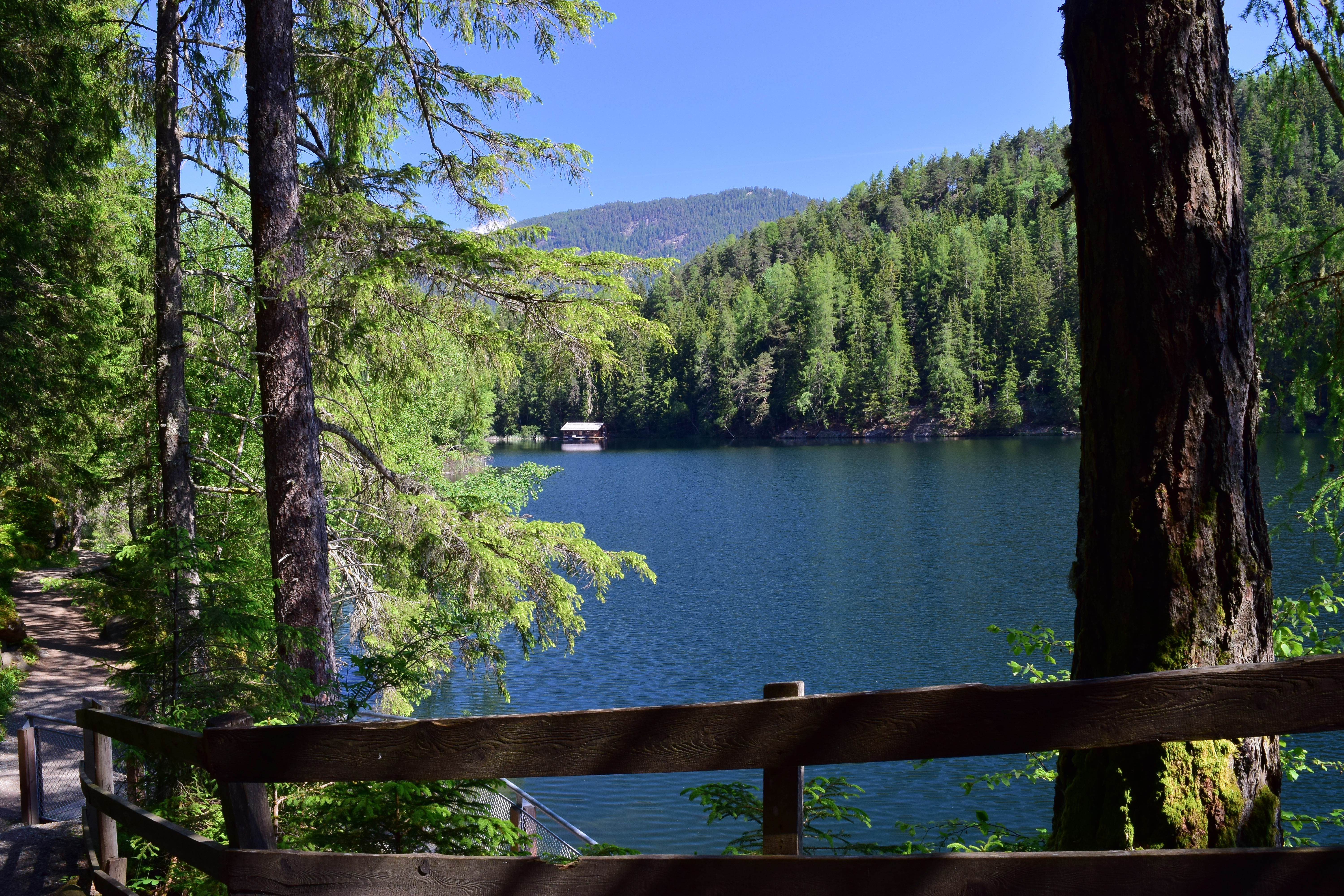
Blick vom Südufer

Erstmals erwähnt wurde der Piburger See im Jahr 1282, als ihn der Landesfürst, Graf Meinhard II., dem Stift Stams schenkte.
Im Jahre 1860 kaufte Johann Leitner aus Oetz den See vom Stift Stams um 200 Gulden, um durch Absenkung des Wasserspiegels Land zu gewinnen und das Wasser zur Energiegewinnung zu nutzen. Als sich die Pläne nicht umsetzen ließen, veräußerte er den See 1876 weiter. Es kam zu zwei weiteren, nicht realisierten Projekten, den See zur Elektrizitätserzeugung zu nutzen, u. a. für den Betrieb einer geplanten Kleinbahn ins Ötztal oder zur Elektrifizierung der Arlbergbahn.
1929 erreichte der damalige Besitzer des Piburger Sees, Meinhard von Pfaundler, die Unterschutzstellung des Sees und seiner Umgebung. 1980 erwarb die Gemeinde Oetz rund drei Viertel des Sees und errichtete eine neue Bade- und Bootsanstalt.

## Ökologie
Das Einzugsgebiet des Piburger Sees besteht fast ausschließlich aus Wäldern und naturnahen Flächen (93 %), nur ein geringer Teil wird landwirtschaftlich genutzt. Dennoch kam es in den 1960er Jahren durch Düngung der umliegenden Felder und den Badebetrieb zu einer übermäßigen Nährstoffbelastung (Eutrophierung). 1970 wurde ein Olszewski-Rohr installiert, durch das sauerstoffarmes und nährstoffreiches Tiefenwasser abgeleitet wird, welches durch nährstoffarmes Wasser aus den Zuflüssen ersetzt wird. Zusammen mit einer Reduktion der Düngung und der Verringerung der Belastung durch den Badebetrieb konnte so die Wasserqualität deutlich verbessert werden. Auch wenn sich die Situation in den 1980er Jahren, vermutlich durch einen verringerten Abfluss durch das Olszewski-Rohr, verschlechterte, befindet sich der Piburger See heute in einem stabil mesotrophen Zustand. Massenvermehrungen von Cyanobakterien oder Phytoplankton, und damit Anzeichen einer Eutrophierung, wurden nicht mehr beobachtet. Die Sichttiefe beträgt 5,2 m (Stand: 30. Juli 2012).
Der Piburger See ist seit 1929 Naturdenkmal und seit 1983 Teil des 203 ha großen Landschaftsschutzgebietes Achstürze - Piburger See, welches auch Teil des Naturparks Ötztal ist. Er ist wahrscheinlich der am besten untersuchte See Tirols: Seit 1931 werden limnologische Untersuchungen durchgeführt, seit 1975 läuft ein intensives Forschungsprogramm des Instituts für Zoologie und Limnologie bzw. des Instituts für Ökologie der Universität Innsbruck, das zu zahlreichen wissenschaftlichen Veröffentlichungen führte.

## Flora und Fauna
Weite Bereiche des Ufers und die Verlandungszone beim Seeabfluss sind mit Seggen, Pfeifengras und Schilf bestanden, dazu finden sich Sumpf-Blutauge, Sumpf-Helmkraut und Sumpfdotterblume. Im ufernahen Wasser wächst Fieberklee. Der Piburger See ist einer der höchsten Standorte der Weißen Seerose.
Zum natürlichen Fischbestand zählen Barsch, Aitel, Rotfeder und Rotauge. Schon seit dem 13. Jahrhundert werden für die Fischerei Fische eingesetzt, heute sind dies Regenbogen-, Bach- und Seeforelle, sowie See- und Bachsaibling. An den Ufern finden sich unter anderem Schilfkäfer und Ringelnattern.

## Nutzung
Aufgrund seiner reizvollen landschaftlichen Lage und leichten Erreichbarkeit ist der Piburger See ein beliebtes Ausflugsziel, ein Wanderweg führt rund um den See. Da er im Sommer für die Höhenlage ungewöhnliche Wassertemperaturen von 23 bis 25 °C erreicht, ist er ein beliebter Badesee, am östlichen Ende befinden sich eine öffentliche Badeanstalt und ein Ruderbootverleih. Der See wird auch gerne zum Angeln und zum Tauchen genutzt. Regelmäßige Veranstaltungen sind oder waren der Hobbytriathlon „Piburger Seawurm“ und die Konzertreihe „Musik am Piburger See“, bei der Musiker auf einer mobilen Seebühne auftreten.

## Sagen
Um den Piburger See ranken sich mehrere Sagen. So soll sich an seiner Stelle einst eine schöne Ebene mit einem stolzen Bauernhof befunden haben. Weil die Bauersleute den Hohen Frauentag (Mariä Himmelfahrt) nicht ehrten und stattdessen Heu einführten, versank der ganze Hof samt Bewohnern im Boden und an seiner Stelle breitete sich ein See aus. Nach anderen Versionen wurde der Zorn des Himmels heraufbeschworen, weil die Bäuerin ihren Sohn mit Weißbrot abgeputzt oder ein Schuster am Sonntag gearbeitet hatte.
Eine andere Sage berichtet von einem Drachen, der am Grund des Sees hauste, aber manchmal herauskam und hinunter ins Tal kroch. Dabei spuckte er Schwefel und Feuer und färbte das Gras mit seinem giftigen Atem rot. Diese Sage dürfte tatsächlich einen wahren Kern haben: In den Tiefen des Sees wurden Mikroorganismen nachgewiesen, die den Sauerstoff aufzehren, wodurch sich übelriechender Schwefelwasserstoff, Methangas und lösliches Eisen bilden. Wenn diese Stoffe an die Oberfläche gelangen, was früher gelegentlich bei der herbstlichen Wasserumwälzung vorkam, stinkt es nach Schwefel, das Methangas kann sich entzünden und das Eisen bildet einen roten Belag auf den Steinen.